# Bernhard Bueb

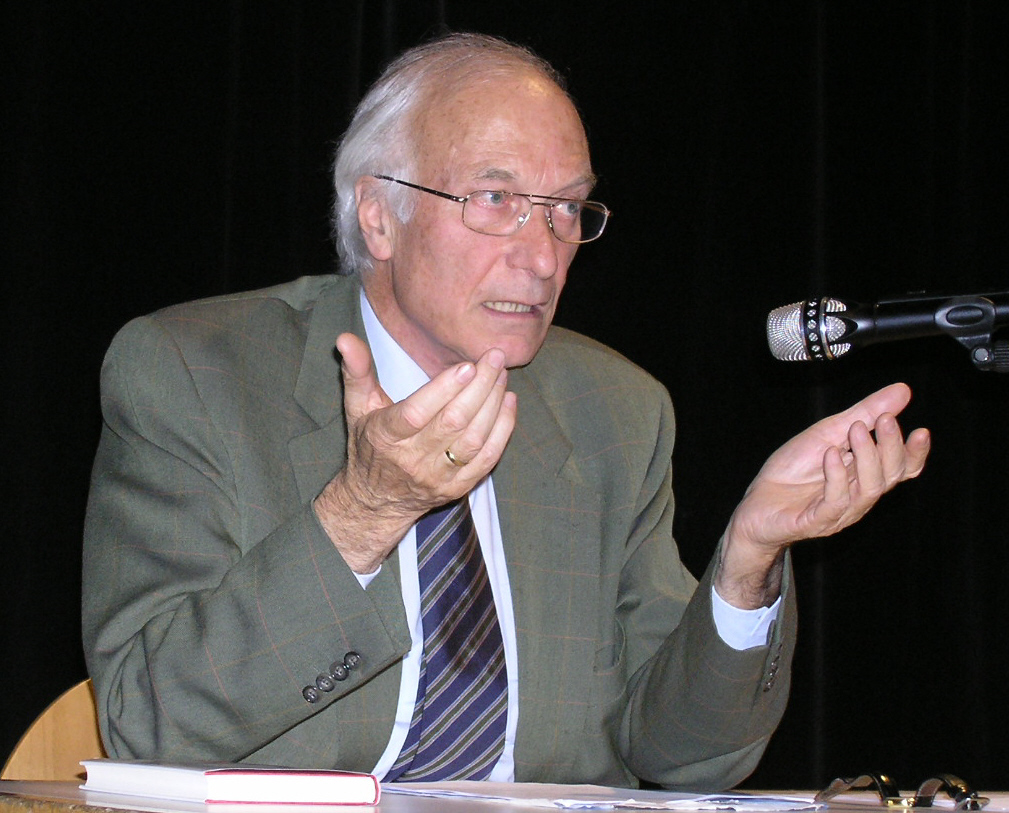
Bernhard Bueb, 2006

Bernhard Bueb (* 24. Oktober 1938 in Moshi, Tanganjika) ist ein deutscher Pädagoge, Buchautor und ehemaliger Leiter der Schule Schloss Salem. Er lebt in Überlingen am Bodensee.

## Leben und Wirken
Bueb kam nach dem Zweiten Weltkrieg mit seinen Eltern, die in der früheren deutschen Kolonie eine Kaffeepflanzung betrieben, aus Ostafrika nach Deutschland. Sein Großvater war der Direktor der IG Farben, Julius Bueb. Bernhard Bueb besuchte die Grundschule in Stuttgart und das Gymnasium in Schwäbisch Hall bis zur 11. Klasse. Nach seinem Abitur am von Jesuiten geleiteten Kolleg St. Blasien folgte der Dienst bei der Bundeswehr, den er als Fahnenjunker beendete. Hiernach studierte er Philosophie und katholische Theologie in München und Saarbrücken, wo er 1968 über das Thema Nietzsches Kritik der praktischen Vernunft bei Hermann Krings promovierte. Es folgte eine Assistenzstelle bei dem Pädagogen Heinrich Roth an der Universität Göttingen, ab 1970 bei Hartmut von Hentig an der Universität Bielefeld.
Bueb war von 1972 bis 1974 an der Odenwaldschule unter deren Leiter Gerold Becker als Lehrer und Erzieher tätig. Danach leitete Bueb das Internat Schule Schloss Salem bis 2005. In seinem letzten Jahr in Salem wurde er mit dem Bundesverdienstkreuz ausgezeichnet. Nach seiner Tätigkeit in Salem schrieb Bueb drei Bücher, die im Ullstein Verlag verlegt wurden. Bueb ist verheiratet und hat zwei Töchter.

## Leiter der Schule Schloss Salem
Bueb leitete die Schule von 1974 bis 2005. In dieser Zeit hat er Salem zu einer Schule mit Erziehungskonzept nach angelsächsischen Vorbildern gemacht. Er trieb den Bau des neuen Oberstufen-Campus Salem College und somit den Ausbau der Internatsschule maßgeblich voran und machte Salem damit zum ersten deutschen Gymnasium, an dem Schüler sowohl das deutsche Abitur als auch das International Baccalaureate ablegen konnten. Für den Neubau des Salem College wurden durch Spenden fast 30 Millionen Euro gesammelt. Zur Eröffnung am 18. Oktober 2000 erschienen u. a. der damalige Bundespräsident Johannes Rau und Altbundespräsident Richard von Weizsäcker.
Durch seine Werbung bei Stipendien-Gebern hat er die Zusammensetzung der Schüler verändert: Im Jahr 2005 wurde etwa ein Drittel der Schüler durch Stipendien unterstützt. Während seiner gesamten Zeit als Schulleiter lag Bueb der Ausbau des Stipendienwesens, bei dem die Schule für leistungsstarke und charakterstarke Jugendliche Stipendien ausschrieb, besonders am Herzen. Die Zahl der Schüler lag 2005 in Unter-, Mittel- und Oberstufe bei 670. Insbesondere durch die Einführung des International Baccalaureate sowie seine Stipendienpolitik erhöhte Bueb die Zahl der internen Schüler während seiner Zeit als Leiter signifikant.
Während seiner Zeit in Salem war Bueb nicht unumstritten. Die von ihm durchgesetzten verdachtsunabhängigen Alkoholtests und Urinproben bei Schülern verurteilten Salemer Lehrer laut der Wochenzeitschrift Der Spiegel als „entwürdigende Einschränkung der persönlichen Freiheit“. In der Wochenzeitung Die Zeit wurden ehemalige Schüler der Schule zu Bueb befragt. Eine Mehrzahl davon bewertete die Disziplinierungsmaßnahmen in Salem rückblickend positiv. Laut der Frankfurter Allgemeinen Zeitung wird Bernhard Bueb in Salem von vielen bis heute als „die personifizierte gute alte Zeit“ verehrt.

## Streitschriften

### Zum BuchLob der Disziplin
2006 veröffentlichte Bueb das Erziehungsbuch Lob der Disziplin – Eine Streitschrift. Es wurde von Abdrucken und Interviews in zahlreichen Medien, unter anderem in der FAZ, dem Spiegel und der NZZ begleitet sowie einer Reihe von Auftritten in Talkshows. Über Jahrzehnte gab es in Deutschland kein Buch mehr über Erziehung, das eine solch hohe Auflage erzielte. Es machte Bueb über Nacht zu einem der bekanntesten Pädagogen Deutschlands. Die Boulevardzeitung Bild publizierte eine mehrteilige Erziehungsserie, basierend auf Buebs Buch. Im Zuge dieser Veröffentlichungen prägte sie für Bueb den Titel „Deutschlands strengster Lehrer“. Er fasst in diesem Buch seine Erkenntnisse als Pädagoge zusammen. Er plädiert für eine ausgewogene Erziehung zwischen „Führen und Wachsenlassen, Disziplin und Liebe, Kontrolle und Vertrauen.“ Die Streitschrift ist ein Appell an die Erwachsenen, mehr Verantwortung für ihre Kinder zu übernehmen und „wieder Mut zur Erziehung“ aufzubringen. Sie fordert dazu auf, die Begriffe Autorität und Disziplin wieder in der pädagogischen Kultur zu etablieren.
Bueb hält Ordnung, Selbstüberwindung und Gehorsam für wichtige Stützen junger Menschen auf dem Weg zu innerer Freiheit. Entlasse man Kinder und Jugendliche zu früh in eine nicht altersgemäße Unabhängigkeit, überfordere man sie. Auch sei dies schädlich für den Erwerb von Freiheit, denn Freiheit bedeute Selbstbestimmung und sei „eine spät erworbene Tugend, die viel Disziplin erfordert“. Bis Kinder und Jugendliche über diese Selbstdisziplin verfügen, müsse man ihnen Orientierung und Führung geben und auch bereit sein zu strafen. Kinder sollten ab dem dritten Lebensmonat tagsüber im Rahmen einer verpflichtenden Gemeinschaftserziehung ihren „überbetreuenden Müttern entzogen werden, die es viel zu gut meinen und die Kinder zu lauter Egoisten erziehen.“ Denn ohne Gemeinschaft mit anderen Kindern erlebten sie „keine Eifersucht, keinen Neid, sie müssen nicht teilen, sie erfahren keine Ungerechtigkeit, deshalb bleibt auch Gerechtigkeit für sie ein Fremdwort.“ Weiterhin plädiert Bueb für verpflichtende Ganztagsschulen, um Schüler aller Schichten im nachschulischen Spiel das Glück der Anstrengung sowie Eingebundensein in Autorität und Mannschaftsgeist erfahren zu lassen. Aufgabe des Pädagogen sei es darüber hinaus, bei der Suche nach den außerschulischen Begabungen Hilfe zu leisten.
Während Buebs Buch schon wenige Tage nach Erscheinen ein Bestseller wurde und er in den Massenmedien großteils auf Zustimmung stieß, lehnen Vertreter der Erziehungswissenschaft und der Vorsitzende des Deutschen Lehrerverbands (DL) seine Thesen ab. Frank-Olaf Radtke kritisierte seine Erziehungsphilosophie als „schwarze Pädagogik“. Der Entwicklungspsychologe und Kindertherapeut Wolfgang Bergmann bezeichnete die Thesen des Buches schlicht als „Dämlichkeiten“ und als in weiten Teilen „ungehemmt totalitär“. Einzelne Medienvertreter sehen gar Übereinstimmungen des Erziehungskonzepts Buebs mit rechtsextremen Bildungsidealen.
Bergmann sowie Rolf Arnold kommen zu dem Schluss, Bueb lobe die Disziplin, meine in Wahrheit aber Disziplinierung durch Bestrafung. Diese jedoch führe gerade nicht zu Verantwortungsbewusstsein und positiv verändertem Sozialverhalten. In einem im Februar 2007 erschienenen und von Micha Brumlik herausgegebenen Sammelband haben Wissenschaftler verschiedener Disziplinen eine umfassende Kritik an Buebs Thesen formuliert. Die Frankfurter (damals Bielefelder) Erziehungswissenschaftlerin Sabine Andresen, eine der Autorinnen des Sammelbandes, wirft dem ehemaligen Internatsleiter vor, das liberale Gesellschaftsmodell generell in Frage zu stellen und dogmatisch ein autoritäres Weltbild zu verkünden. Der Hirnforscher Manfred Spitzer schreibt in dem gleichen Buch: „Sehr vieles, was in Buebs Streitschrift steht, kann ich aus meiner Erfahrung als Vater und (Universitäts-) Lehrer nur unterstreichen“, betont jedoch zugleich die wissenschaftliche Unbedeutsamkeit von Erfahrungswerten. Spitzer fährt fort: „Es ist Buebs Verdienst, die Diskussion darüber wiederbelebt zu haben, was Kinder und Jugendliche brauchen, um zu Erwachsenen zu werden, die ihr Leben meistern können. Disziplin gehört sicher dazu.“ Gleichwohl verwirft er Buebs „Rezept der ‚knallharten‘ Disziplin.“
2012 gab die „Stiftung Johannes Schulen“ in St. Gallen unter dem Titel „Disziplin des Lobens“ eine weitere Entgegnung auf Bueb heraus. Darin wird der Begriff „Disciplina“ als Fach bedacht und eine pädagogisch umgekehrte Verfahrensweise vorgeschlagen, in welcher die gemeinsame Hinwendung von Lehrer und Schüler zum Lernstoff eine Disziplin erwirkt, die nicht nur zwischenmenschlich-psychologisch eingefordert, sondern primär vom Objekt des Lernens gestiftet wird. Die Begriffe „Macht“ und „Selbstüberwindung“ werden in der „Disziplin des Lobens“ als etwas der Erziehung Wesensfremdes kritisiert, denn „man kann nicht direkt auf sich selbst einwirken, ebensowenig wie man direkt erziehen kann. Auch Erziehung vollzieht sich über Inhalte, über disciplinae … Der Gegensatz von Selbstbestimmung und Fremdbestimmung bricht erst dort auf, wo die Inhalte verschwinden, die uns miteinander verbinden“ (Robert Spaemann). Dies setzt voraus, dass der Lernstoff, den sich Kinder und Jugendliche einverleiben sollen, eine echte Disciplina von klassischer Größe ist und grundsätzlich als etwas Schönes erfahren werden kann.

### Zum BuchVon der Pflicht zu führen
In seinem umfänglich diskutierten zweiten, 2008 erschienenen Buch fordert Bueb ein radikales Umdenken in der Bildungsdebatte. Er sieht die Bildungsmisere als Ergebnis fehlender Führung durch die Schulleiter und Lehrer und nicht nur als Resultat mangelnder Strukturänderungen oder fehlender Reformen. Deshalb fordert er, die Lehrer in den Mittelpunkt der Aufmerksamkeit zu stellen. Bislang seien Lehrer Randfiguren aller Bildungsdebatten gewesen. An ihnen liege es aber, ob die Schule das Selbstwertgefühl von Kindern stärken und ihnen so Bildung zugänglich machen könne. Bueb plädiert für Ganztagsschulen, die Abschaffung des Beamtenstatus zwecks Kündbarkeit von Lehrern, Coachingkurse als laufende Fortbildung der Lehrer und Erzieher und die Bewertung von Lehrern unter anderem durch ihre Schüler. Außerdem verlangt er mehr Autonomie für Schulleiter. Schulen sollten staatlich finanziert, aber privat geführt werden, um sich ideal auf ihre Schüler einstellen zu können. Zum Führen gehöre auch das Kontrollieren der Lehrer durch den Schulleiter: „Führen heißt leiten, planen, koordinieren, delegieren und kontrollieren.“

### Zum BuchDie Macht der Ehrlichen. Eine Provokation.
Bueb plädiert in seinem dritten und letzten Buch, das 2014 im Ullstein Verlag erschienen ist, dafür, Ehrlichkeit wieder in den Mittelpunkt der Erziehung zu stellen.„Kinder zu ehrlichen Menschen zu erziehen ist die vorrangige Aufgabe von Eltern und Pädagogen“. Ehrlichkeit, so Bueb, müsse gelernt und vor allem geübt werden und Kinder müssten sich in Konflikten zurechtfinden können, in denen sie sich für oder gegen die Wahrheit entscheiden müssen. „Wir müssen ihnen jenen Mut abverlangen, den ehrliches Verhalten erfordert. Außerdem müssen wir sie anhalten, ihre Trägheit zu überwinden: Für die Wahrheit einzutreten, kann ja ziemlich anstrengend sein.“ Für Bueb bietet vor allem die Gemeinschaft von Gleichaltrigen in Ganztagesschulen, also beim Essen, Sport oder Theaterspielen, das optimale Umfeld, dies zu üben. 
Kinder müssten heute wieder lernen, sich selbst und anderen ehrlich zu begegnen und dürften sich nicht die Unehrlichkeit vieler Erwachsenen, Unternehmen und ganzer Staaten zum Vorbild nehmen. Denn die Wahrhaftigkeit von Freundschaften, Lebensgemeinschaften und der beruflichen Zusammenarbeit sei die einzige Basis, die Menschen erlaube, ein glückliches Leben zu führen.

## Engagement
Bernhard Bueb engagiert sich bis heute in zahlreichen Gremien. Seit 2007 ist er Mitglied des Kuratoriums der Erich und Amanda Neumayer-Stiftung, die Projekte mit Schwerpunkt Bildung und Erziehung fördert. Von 2007 bis 2022 war er zudem im Stiftungsrat des Deutschen Stiftungszentrums in Essen.
Bueb engagiert sich seit 2005 ehrenamtlich im Kinderdorf Wahlwies und ist seit 2012 dort Vorstand. Seit 2003 ist er Mitglied des Stiftungsrats der Stiftung „Jugend und Bildung“ in Konstanz.
Zwischen 2010 und 2016 fungierte Bueb als Vorsitzender der Freien Schule Anne-Sophie (FSAS), deren Träger die Stiftung Würth ist. Bis heute ist er der Schule eng verbunden und steht ihr beratend zur Seite.
Von 2005 bis 2015 war er im Kuratorium der Privatschule Schloss Neubeuern und von 1969 bis 2017, mit Unterbrechungen, Mitglied des Stiftungsrates des Landschulheims am Solling in Holzminden. Von 1996 bis 2008 war er Mitglied des Vorstandes der Dornier Stiftung zur Förderung begabter Schüler.
Bueb war von 1980 bis 1999 Mitglied des Vorstandes der Studienstiftung des deutschen Volkes. Von 1986 bis 1999 war Bueb zudem Mitglied im Kleinen Gremium des Bremer Tabak-Collegiums.
Bernhard Bueb engagierte sich von 2009 bis 2014 als Parteiloser über die Liste der FDP im Gemeinderat seines Wohnortes Überlingen.

## Ehrungen
Im Jahr 2005 wurde er mit dem Bundesverdienstkreuz am Bande ausgezeichnet.

## Schriften
Bücher
- Nietzsches Kritik der praktischen Vernunft. Klett, Stuttgart 1970 (Dissertation, Saarbrücken 1968).
- Lob der Disziplin. Eine Streitschrift. List, Berlin 2006, ISBN 3-471-79542-1; Ullstein Taschenbuch, Berlin 2008, ISBN 978-3-548-36930-3.
- Von der Pflicht zu führen. Neun Gebote der Bildung. Ullstein, Berlin 2008, ISBN 978-3-550-08718-9; Ullstein Taschenbuch, Berlin 2009, ISBN 978-3-548-37309-6.
- Die Macht der Ehrlichen. Eine Provokation. Ullstein Verlag GmbH, 2013, ISBN 3-550-08035-2.

Beiträge und Aufsätze (Auswahl)
- Schule Schloß Salem. Chronik – Bilder – Visionen. Selbstverlag, Salem 1995, ISBN 3-00-000418-1 (Mitarbeit).
- Elitedenken als Erziehungsmittel. In: Der Ruf nach Eliten. Königshausen und Neumann, Würzburg 2001, S. 97–101, ISBN 3-8260-1946-6
- Kein Kind darf verloren gehen. Die Zukunft der schulischen Erziehung. In: Zukunft jetzt! Steiner, Stuttgart 2009, S. 93–108, ISBN 978-3-515-09397-2